# 乙基乙烯基硒醚
乙基乙烯基硒醚是一种有机化合物，化学式为C4H8Se。它可以乙炔、硒和溴乙烷（或碘乙烷）为原料反应得到。乙炔直接和硒在氢氧化钾水溶液中反应，乙基乙烯基硒醚只会以副产物（3%）生成。有文献对其分子轨道进行了研究。